# Môlay
Môlay ist eine französische Gemeinde mit 100 Einwohnern (Stand: 1. Januar 2022) im Département Yonne in der Region Bourgogne-Franche-Comté (vor 2016 Bourgogne) im Osten Frankreichs. Die Gemeinde gehört zum Arrondissement Avallon und zum Kanton Chablis (bis 2015 Noyers). 

## Geografie
Môlay liegt etwa 32 Kilometer ostsüdöstlich von Auxerre am Serein. Umgeben wird Môlay von den Nachbargemeinden Yrouerre im Norden, Annay-sur-Serein im Süden und Osten sowie Sainte-Vertu im Westen.

## Einwohnerentwicklung
| Jahr                      | 1962 | 1968 | 1975 | 1982 | 1990 | 1999 | 2006 | 2013 |
| ------------------------- | ---- | ---- | ---- | ---- | ---- | ---- | ---- | ---- |
| Einwohner                 | 168  | 163  | 173  | 132  | 117  | 120  | 116  | 105  |
| Quelle: Cassini und INSEE |      |      |      |      |      |      |      |      |

## Sehenswürdigkeiten
- Kirche Saint-Laurent